# Леймане, Нина Яновна
Нина Яновна Леймане (латыш. Ņina Leimane; 8 июня 1921 — 9 января 1999, Валмиера, Латвия) — латвийская и советская актриса театра и кино, народная артистка Латвийской ССР (1980), заслуженная артистка Латвийской ССР (1971). Заслуженный деятель культуры Латвийской ССР (1984).

## Биография
После окончания драматических курсов Эрнеста Зелтматиса, играла на сцене театра в Елгаве. С 1953 года более 50 лет — актриса Валмиерского драматического театра. Несколько сезонов Нина Леймане играла в театре Даугавпилса.

## Избранные театральные роли
- Катерина — Гроза А. Н. Островского
- в цикле Нискавуори Х. Вуолийоки:
  - Марта и хозяйка Нискаувори — «Каменное гнездо», «Женщины Нискавуори», «Хлеб Нискавуори», «Молодая хозяйка Нискавуори» .
- Бабушка — «Деревья умирают стоя» А. Касоны
- Дочь хозяйки дома — «Шесть персонажей в поисках автора» Луиджи Пиранделло
- Микумиете — «Рига» А. Деглавса
- Полина Даллес — «История» В. Белшевица

## Роли в кино
- 1982 — Моя семья / Mana ģimene — мать Зайги
- 1982 — Дверь, открытая для тебя / Durvis, kas tev atvērtas — Гайда

## Награды
- 1971 — Заслуженная артистка Латвийской ССР
- 1980 — Народная артистка Латвийской ССР
- 1984 — Заслуженный деятель культуры Латвийской ССР
- 1990— премия Bertas Rūmnieces
- 1996 — Кавалер ордена Трёх звёзд[1]